# Teen pop
Teen pop (z ang. „młodzieżowy pop”) – gatunek muzyczny, który łączy teksty o problemach, uczuciach, życiu nastolatków i muzykę pop. Charakterystyczną cechą owego nurtu jest swobodne łączenie ze sobą takich gatunków jak pop, dance, blues, rock, country, R&B, czy muzyka elektroniczna. Według amerykańskiego muzycznego czasopisma Rolling Stone najważniejszymi przedstawicielami teen popu w latach 90. XX wieku byli Britney Spears i Backstreet Boys. Poza nimi do najpopularniejszych artystów teen pop, należeli N Sync, Spice Girls, Girls Aloud, Sugababes oraz Destiny’s Child. Teen pop zapoczątkował modę na boys bandy i girls bandy w schyłkowej fazie XX wieku i kontynuował ją w pierwszej dekadzie XXI wieku. Obecnie ów gatunek muzyczny prezentują tacy artyści jak Carly Rae Jepsen, Selena Gomez, Miley Cyrus, Demi Lovato, Justin Bieber, Tokio Hotel, Taylor Swift, Hilary Duff, One Direction, 5 Seconds of Summer, Bars and Melody, Shawn Mendes czy też Little Mix.